# 机械计算机

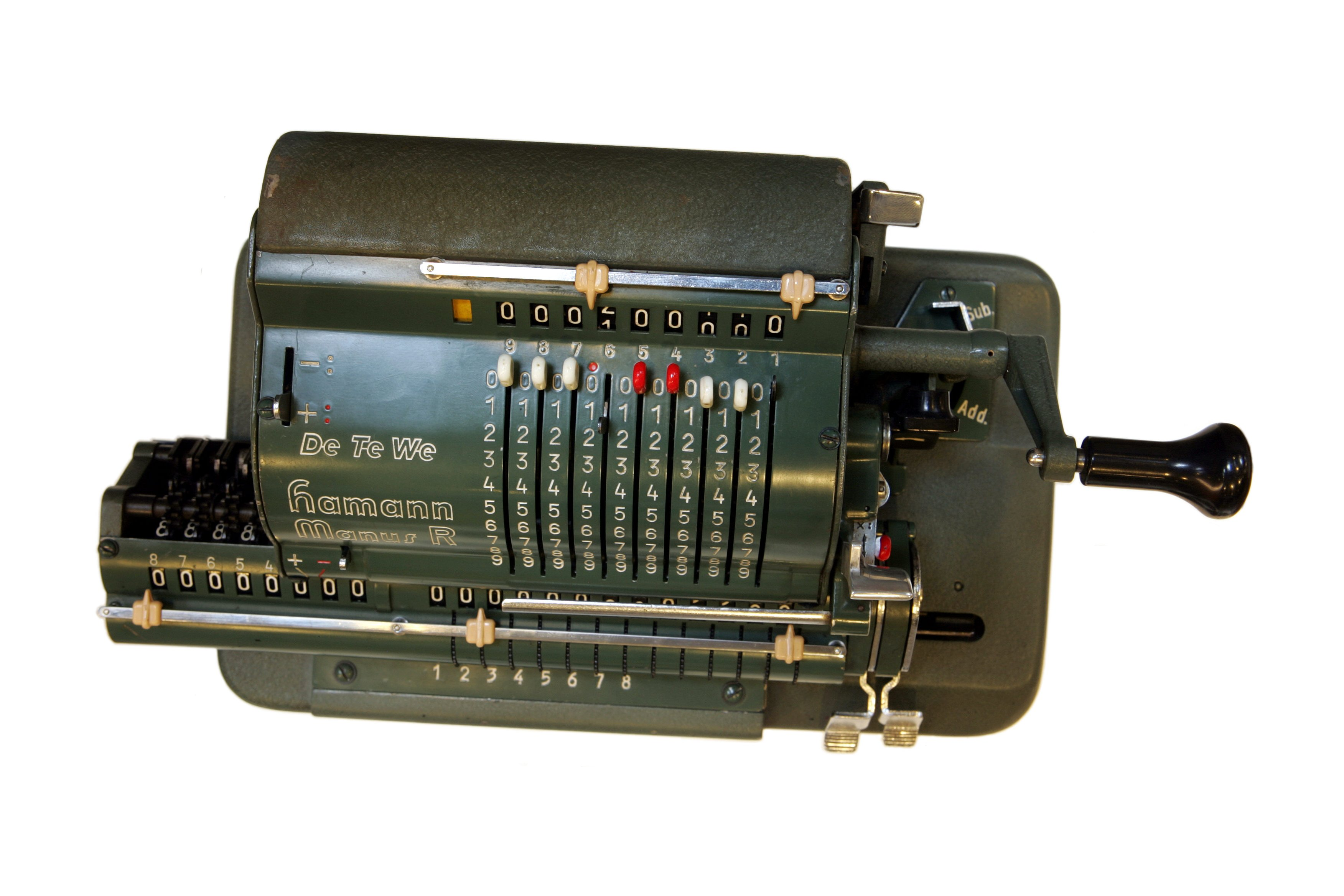
Hamann Manus R

机械计算机（英語：mechanical computer）由杠杆、齿轮等机械部件而非电子部件构成。最常见的例子是加法器和机械计数器，它们使用齿轮的转动来增加显示的输出。更复杂的例子可以进行乘法和除法。1960 年代曾出售一个计算平方根的模型。
机械计算机可以是透過使用平滑构件的移動（如弧形板或计算尺）进行计算的模拟计算机，或者使用齿轮的电子计算机。
机械计算机在二战期间达到顶峰，它们构成了复杂投弹瞄准器的基础，包括 諾頓瞄準器 以及类似的船舶计算设备，诸如美國海軍的 魚雷資料計算機 和英國皇家海軍的海軍火控檯。值得注意的是，早期航天器的机械飞行仪表提供的计算输出为表面位移的指示，而不是数字形式。从尤里·加加林的第一次载人航天到 2002 年，每个载人的苏联/俄罗斯航天器 Vostok、Voskhod 和联盟号宇宙飞船都配有 Globus 仪器，通过移动微型地球儀显示航天器在地球上方的位移，加之纬度和经度指标。
机械计算机继续在 1960 年代使用，但電子計算機在半導體材料的進步下持續小型化，1960年代中期出现的使用阴极射线管输出的电子计算器取代。1970 年代，随着平價化手持式电子计算器誕生，機械計算機遭到汰換的進程加速。机械计算机在 1970 年代逐渐消失，到 1980 年代绝迹。

## 例子
- 安提基特拉机械，公元前 100 年
- 滾輪式加法器，1642 年，布莱兹·帕斯卡的算术机，主要用作加法器，它可以直接加和减两个数，以及通过重复进行乘法和除法
- Stepped Reckoner（英语：Stepped Reckoner），1672 年，戈特弗里德·莱布尼茨的机械计算器，可以加、减、乘、除
- 差分機，1822 年，查尔斯·巴贝奇计算多項式的机械装置
- 分析機，1837 年，较晚的查尔斯·巴贝奇设备，可以说封装了现代计算机的大多数元素
- Ball-and-disk integrator（英语：Ball-and-disk integrator），1886 年，威廉·汤姆森在他的谐波分析仪中使用它通过计算傅里叶级数的系数来测量潮汐高度
- Marchant Calculator（英语：Marchant Calculator），1918 年，最先进的机械计算器，关键设计出自 Carl Friden（英语：Carl Friden）
- Kerrison Predictor（英语：Kerrison Predictor）
- Z1（英语：Z1 (computer)），1938 年由 Konrad Zuse
- 科塔計算器，1948 年
- MONIAC，1949 年，一个英国经济的模型或模拟用途的模拟计算机
- Voskhod航天器“Globus”IMP导航仪器（英语：Voskhod Spacecraft "Globus" IMP navigation instrument），1960 年代早期
- Digi-Comp I（英语：Digi-Comp I），1963 年，一个教育性的 3 位数字计算机
- Dr. NIM（英语：Dr. NIM），1960 年代中期，一个玩尼姆游戏的机械计算机
- Digi-Comp II（英语：Digi-Comp II），1960 年代中期，滚球数字计算机
- 自動機，在某些情况下，机械设备可以存储数据和执行计算，以及执行其他复杂任务

## 机电计算机
早期的电动计算机构造为開關和继电器而非真空管（热电子管）或晶体管（之后的电子计算机以此构造），它们被分类为机电计算机。例子包括：
- Z2（英语：Z2 (computer)），1939 年
- Z3（英语：Z3 (computer)），1941 年，康拉德·楚澤设计
- 馬克一號，1944 年，IBM打造（“机电计数器”）
- 馬克二號，1947 年（“电磁继电器”）
- “二进制算术计算器”BARK（英语：BARK），1950 年
- Simon (computer)（英语：Simon (computer)），1950 年
- Bell Labs Mark 6
- Harry Porter的继电器计算机，波特蘭州立大學，2005 年